# Can Miqueló (Torroella de Fluvià)
Can Miqueló és una casa de Torroella de Fluvià (Alt Empordà) inclosa a l'Inventari del Patrimoni Arquitectònic de Catalunya.

## Descripció
Casa situada a la plaça del poble, al costat de l'ajuntament. És una casa que ha estat restaurada recentment, de planta baixa pis i golfes. La planta baixa té una obertura en arc de mig punt, i la porta d'accés la forma un arc apuntat, possiblement, procedent d'una altra construcció. Al primer pis tenim quatre arcs de mig punt seguits i dos a la planta golfes. La teulada és a dues vessants. A les façanes laterals hi veiem finestres carreuades.